# Giuda Maccabeo
Giuda Maccabeo (fl. II secolo a.C.) è stato un condottiero ebreo antico, figlio di Mattatia, appartenente alla nobile e antica famiglia degli Asmonei.

## Storia

### Ribellione contro la dominazione seleucide
Divenne l'eroe della ribellione ebraica contro l'oppressione del re Antioco IV Epifane, sovrano di Siria e dell'area palestinese, che, salito al trono nel 176 a.C., tentò d'ellenizzare il mondo ebraico e minare le basi del monoteismo, nominando sommi sacerdoti greci, obbligando gli Ebrei ad abiurare, pena la morte, proibendo la circoncisione nonché l'osservanza del sabato. In particolare, Antioco consacrò a Zeus un altare del tempio di Gerusalemme.
Giuda divenne l'alfiere della lotta ebraica contro il profanatore siriano, assumendo il soprannome di “Maccabeo”, nome che accenna a un versetto dell'Esodo ("Chi è come Te tra i potenti, o Eterno?"), le cui parole formano con le loro iniziali il termine "Maccabi", derivante dall'ebraico "maqqabah" (martello), soprannome che venne esteso a tutti i combattenti per la causa di Israele. Le vicende di questo periodo sono narrate in quattro libri storici, di cui due apocrifi e due entrati a far parte dell'Antico Testamento (I Maccabei e II Maccabei), benché tali resoconti biblici non siano sempre storicamente attendibili. Giuda Maccabeo, con i suoi partigiani, riuscì a liberare Gerusalemme, riconquistando il Tempio.

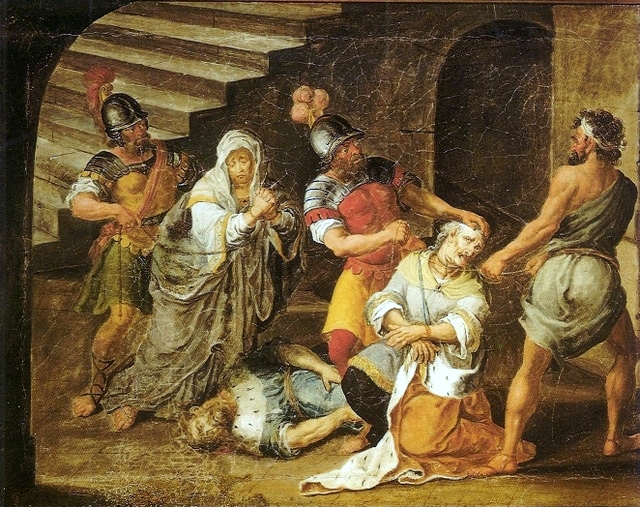
Morte di Giuda Maccabeo

Da questo evento, avvenuto il 25 del mese di Kislev del calendario ebraico, ebbe origine la festa di Chanukah (Festa dell'Inaugurazione, detta anche Festa delle Luci). Dopo la liberazione del Tempio, era necessario "purificarlo" dalle profanazioni attuate da Antioco, rimuovendo tutti i simboli e gli idoli greci e accendendo la Menorah. Ma l'unica fialetta di olio puro che fu ritrovata dopo l'occupazione di Antioco sarebbe stata sufficiente per una sola notte. E a quel punto sarebbe avvenuto il miracolo: il piccolo contenitore d'olio durò otto notti. Durante questo lasso di tempo si poté disporre di una nuova produzione di olio puro per la Menorah. Questo è il motivo per cui il candelabro usato in questa festa, la "Chanukkià", conta otto lumi supplementari e da questo miracolo ha origine il nome di "Festa delle Luci".

Giuda fu il condottiero della rivolta armata contro i generali siro-ellenistici Gorgia, Lisia e Nicanore. Giuda morirà in battaglia nel 160 a.C.